# Polyrhachis annae
Polyrhachis annae é uma espécie de formiga do gênero Polyrhachis, pertencente à subfamília Formicinae.